# Bardo-Urkunde
Die Bardo-Urkunde (1043 n. Chr.) beschreibt den Bau und die Weihung einer Holzkirche durch den dänischen Bischof Staggo in Schloßborn im Taunus, dem damaligen „Brunnon“, veranlasst durch den Mainzer Erzbischof Willigis (muss zwischen 983 und 1002 n. Chr. erfolgt sein), sowie den späteren (1043 n. Chr.) Bau und die Weihung einer Steinkirche durch den Mainzer Erzbischof Bardo und die zum Kirchort gehörigen Sprengelgrenzen.

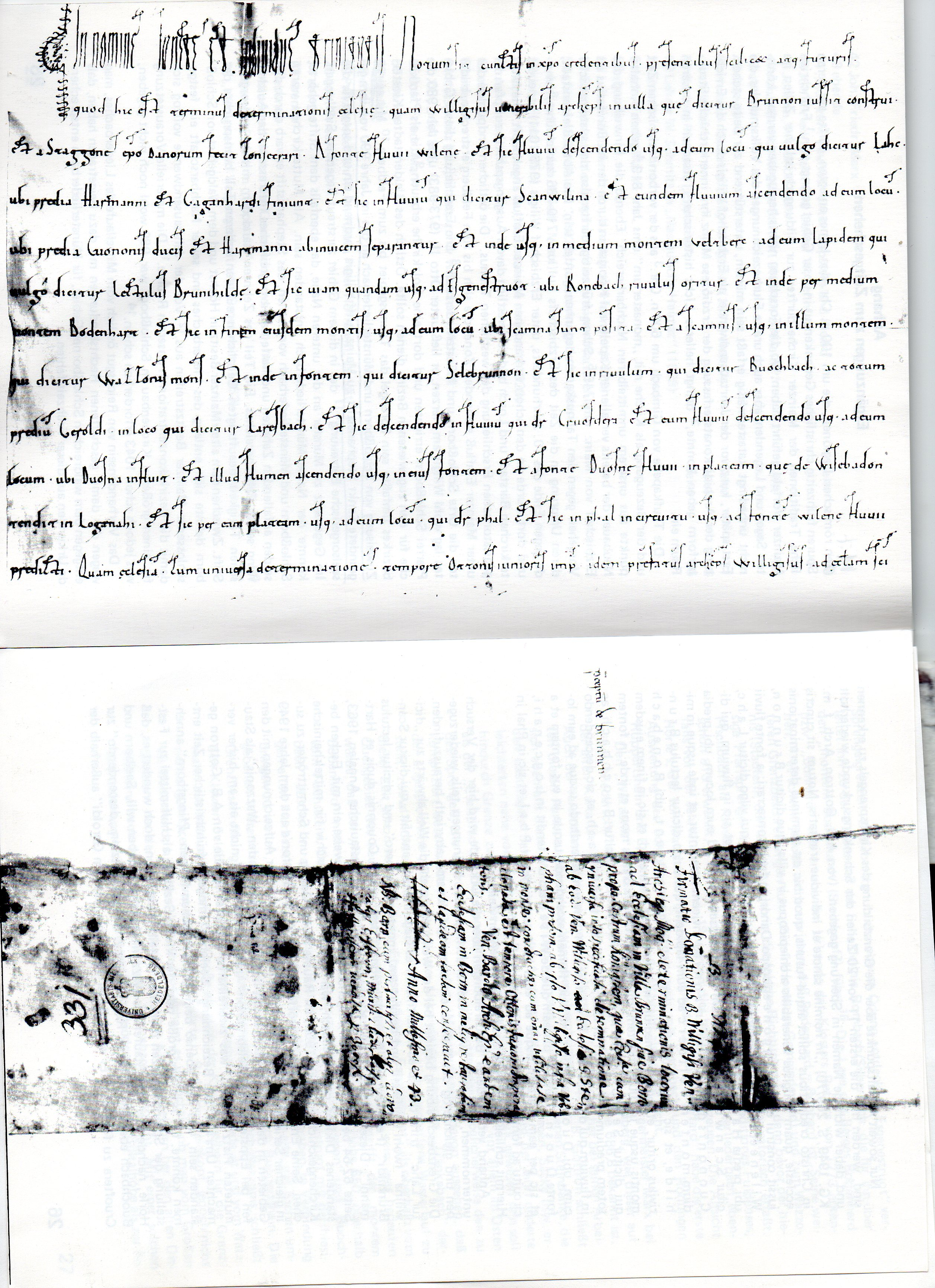
Original der Bardo-Urkunde von 1043, Teil der Vorderseite und die Rückseite

## Lateinischer Originaltext bis Ende Sprengelbeschreibung
„In nomine sancte et individue Trinitatis. Notum sit cunctis in Christo credentibus presentibus scilicet atque futuris, quod hic est terminus determinationis ecclesie, quam Willigisus venerabilis archiepiscopus in Villa, que dicitur Brunnon, iussit construi et a Staggone episcopo Danorum fecit consecrari: a fonte fluvii Wilene et sic fluvium descendendo usque ad eum locum, qui vulgo dicitur Lahc, ubi predia Hartmanni et Gaganhardi finiunt, et sic in fluvium, qui dicitur Scanwilina, et eundum fluvium ascendendo ad eum locum, ubi predia Cuononis ducis et Hartmanni ad invicem separantur, et inde usque in medium montem Veltberc ad eum lapidem, qui vulgo dicitur lectulus Brunhilde, et sic viam quandam usque ad Esgenestruot, ubi Ronebach rivulus oritur, et inde per medium montem Bodenhart, et sic in finem eiusdem montis usque ad eum locum, ubi scamna sunt posita, et a scamnis usque in illum montem, qui dicitur Wazzonis mons, et inde in fontem qui dicitur Selebrunnon, et sic in rivulum qui dicitur Buochbach, ac totum predium Geroldi in loco, qui dicitur Laresbach, et sic descendendo in fluvium qui dicitur Cruofdera, et eum fluvium descendendo usque ad eum locum, ubi Duosna influit, et illud flumen ascendendo usque in eius fontem et a fonte Duosne fluvii in plateam que de Wisebadon tendit in Logcenahi, et sic per eam plateam usque ad eum locum, qui dicitur Phal, et sic in Phal in circuitu usque ad fontem Wilene fluvii predicti...“

## Deutsche Übersetzung bis Ende Sprengelbeschreibung
„Im Namen der heiligen und ungeteilten Dreieinigkeit. Bekannt soll sein allen Christgläubigen, denen von heute nämlich und den zukünftigen, dass dies die Beschreibung der Grenze des Bezirks der Kirche, welche der hochwürdige Erzbischof Willigis in dem Dorf, das Brunnon (Schloßborn) genannt wird, bauen ließ und veranlasste, dass sie vom Bischof der Dänen, Staggo, geweiht wurde: Von der Quelle des Flusses Weil hinabsteigend bis zu diesem Ort, der in der Volkssprache Lahc heisst, wo die Güter des Hartmann und des Gaganhard endigen, und so zu dem Fluß, der Scanwilina (Schönweil) heisst (Schmitten), und denselben Fluß aufwärts steigend zu dem Ort, wo die Güter des Herzogs Cuono (Kuno) und des Hartmann von beiden Seiten aneinander grenzen (Sandplacken) und von da auf die Mitte des Veltberg (Großer Feldberg/Ts.) , zu dem Stein, der beim Volk Bett der Brunhilde heißt, und so einem bestimmten Weg nach bis zur Esgenestruot (Eschenbuschwald), wo das Bächlein Ronebach (Rombach) entspringt, und von dort mitten über den Berg Bodenhard und so zum Ende desselben Berges hin bis zu der Stelle, an der Scamna (Bänke) aufgestellt sind (Eselsheck, Pässe im Taunus) und von dem scamna bis zu jenem Berge, welcher Berg des Wazzo heisst, und von da zu der Quelle, genannt Selebrunnon (Selborn), und so zu dem Bächlein das Buochbach (Silberbach) heisst, und dem Gesamtgut des Gerold an den Ort, der Laresbach genannt wird, dann herab zu dem Fluss der Cruoftera (der bei Kröftel entspringende Schwarzbach) und flussabwärts bis zu der Stelle, wo die Duosna (Theiss) einfließt (Eppstein), und jenen Bach aufwärts bis zu dessen Quelle (bei Engenhahn) und von der Quelle der Duosna (Theiss) auf die Straße, die von Wisebadon (Wiesbaden) zu Logaenahi (Lahn) zieht und so auf dieser Straße bis zu der Stelle, die Phal (Phalgraben, Limes) genannt wird, und so den Phal entlang in Bogen bis zu der Quelle der vorgenannten Wilene...“ (Weilquelle).

## Weiterer Text der Urkunde
„Diese Kirche mit dem gesamten Bezirk hat zur Zeit des Kaisers Otto des Jüngeren (König und Kaiser Otto III., 983–1002) eben der vorgenannte Erzbischof Willigis der Kirche des heiligen Stephanus, des 1. Märtyrers, innerhalb der Mainzer Mauern gelegen, geschenkt für den Dienst der dort Gott dienenden Brüder, mit ihrem gesamten Nutzen. Aber damals war diese Kirche ein Holzbau, der nachher, zur Zeit des König Heinrich, des Sohnes von Kaiser Konrad, und des hochwürdigen Herrn Bardo, des Erzbischofs gründlich restauriert und in Stein erbaut wurde. Jenes also soll um nichts weniger verborgen sein, dass derselbst hochwürdige Herr Erzbischof Bardo diese Kirche selbst geweiht und denselben Bezirk mit dem gesamten Zehntrecht dieser Kirche in völliger Unversehrtheit bestätigt hat. Und damit diese Bestätigung fest und ungestört bestehen bleibe, hat er diese Urkunde schreiben lassen und verordnet, durch Beidrückung seines Siegels am unteren Rande die Urkunde zu bekräftigen.
Wenn aber irgendeine Person, groß oder klein, gegen dieses anzugehen oder irgendetwas, was geschehen ist, zu verändern versucht haben sollte, der verfällt dem Zorn des allmächtigen Gottes und des heiligen Ersten Märtyrers Stephanus, und er soll sein Verlangen nicht zu Ende bringen aufs Genaueste und er soll durch die Rache der göttlichen Verfluchung verdammt werden.
Dies aber ist geschehen im Jahre der Fleischwerdung des Herrn 1043, in der 11. Indiktion.“